# 奧爾福德灣
奧爾福德灣（英語：Alsford Bay），是南極洲的海灣，位於南喬治亞群島，由英國研究隊繪入地圖，以英國皇家海軍測量隊命名，由英國海外領土管轄。